# Klubi 04
Der Klubi 04 ist ein finnischer Fußballverein in Helsinki. Er wurde 2004 gegründet und dient dem Erstligisten HJK Helsinki als Reserve- und Nachwuchsmannschaft.

## Geschichte
Der HJK Helsinki übernahm zu Beginn des Jahres 2004 den FC Jokerit und machte ihn zu seiner zweiten Mannschaft. Unter der Bezeichnung Klubi-04 trat er 2004 in der drittklassigen Kakkonen an. 2005 gelang erstmals der Aufstieg in die Ykkönen, aus der man nach zwei Spielzeiten wieder abstieg. Nach dem direkten Wiederaufstieg 2008 folgten erneut zwei Jahre in der zweiten Liga, ehe die Mannschaft nach der Saison 2010 wieder den Gang in die Kakkonen antreten musste. Erst 2017 gelang erneut der Aufstieg in die zweite Liga, jedoch stieg die Mannschaft in der folgenden Saison direkt wieder ab; dies wiederholte sich nach dem erneuten Aufstieg 2020 mit dem direkten Wiederabstieg 2021.
Nach der Neustrukturierung des Ligensystems zur Saison 2024 und Einführung der Ykkösliiga als neugeschaffene zweite Liga wurde Klubi 04 in die eingleisige Ykkönen als neue dritte Liga eingruppiert. Am Saisonende gelang der Aufstieg in die Ykkösliiga 2025.
Im Lauf der Jahre haben bereits zahlreiche Nachwuchsspieler den Klubi durchlaufen, etwa Përparim Hetemaj, Alexander Ring oder Joel Pohjanpalo, der 2011 in 21 Spielen 33 Tore für den Verein schoss.

## Erfolge
- Meisterschaft in der Kakkonen/Ykkönen (6): 2005, 2008, 2011, 2015, 2020, 2024
- Aufstieg in die Ykkönen/Ykkösliiga (5): 2005, 2008, 2017, 2020, 2024

## Platzierungen
| Saison | Klasse | Liga                  | Platzierung  | Bemerkung                   | Nat. Pokal   |
| ------ | ------ | --------------------- | ------------ | --------------------------- | ------------ |
| 2004   | III.   | Kakkonen, Staffel Süd | 03. Platz/13 |                             |              |
| 2005   | III.   | Kakkonen, Staffel Süd | 01. Platz/11 | Relegation, Aufstieg        |              |
| 2006   | II.    | Ykkönen               | 06. Platz/14 |                             |              |
| 2007   | II.    | Ykkönen               | 14. Platz/14 | Abstieg                     |              |
| 2008   | III.   | Kakkonen, Gruppe A    | 01. Platz/14 | Aufstieg                    |              |
| 2009   | II.    | Ykkönen               | 08. Platz/14 |                             |              |
| 2010   | II.    | Ykkönen               | 13. Platz/14 | Abstieg                     |              |
| 2011   | III.   | Kakkonen, Gruppe A    | 01. Platz/14 | Relegation, Klassenverbleib | 5. Runde     |
| 2012   | III.   | Kakkonen, Staffel Süd | 05. Platz/10 |                             | 5. Runde     |
| 2013   | III.   | Kakkonen, Staffel Süd | 05. Platz/10 |                             | 5. Runde     |
| 2014   | III.   | Kakkonen, Staffel Süd | 05. Platz/10 |                             | 4. Runde     |
| 2015   | III.   | Kakkonen, Staffel Ost | 01. Platz/9  | Relegation, Klassenverbleib |              |
| 2016   | III.   | Kakkonen, Gruppe B    | 05. Platz/12 |                             |              |
| 2017   | III.   | Kakkonen, Gruppe A    | 02. Platz/12 | Relegation, Aufstieg        | 5. Runde     |
| 2018   | II.    | Ykkönen               | 10. Platz/10 | Abstieg                     | Gruppenphase |
| 2019   | III.   | Kakkonen, Gruppe A    | 05. Platz/12 |                             |              |
| 2020   | III.   | Kakkonen, Gruppe B    | 01. Platz/12 | Aufstieg                    |              |
| 2021   | II.    | Ykkönen               | 12. Platz/12 | Abstieg                     | Gruppenphase |
| 2022   | III.   | Kakkonen, Gruppe B    | 04. Platz/12 |                             | 5. Runde     |
| 2023   | III.   | Kakkonen, Gruppe A    | 03. Platz/12 | Neustrukturierung           |              |
| 2024   | III.   | Ykkönen               | 01. Platz/12 | Aufstieg                    |              |

## Trainer
Stand: Januar 2022
- 2004–200?:  Pasi Rasimus
- 2006–200?:  Abdou Talat
- 2008–2009:  Juho Rantala
- 2010–2010:  Pasi Rasimus
- 2011–2014:  Abdou Talat
- 2015–2017:  Toni Koskela
- 2018–2019:  Mikko Mannila
- 2020:  Joonas Rantanen
- 2021:  Mika Väyrynen
- seit 2022:  Miika Nuutinen

## Bekannte Spieler
- Juha Hakola (* 1987), 2006
- Përparim Hetemaj (* 1986), 2004
- Eron Krillo (* 1991), 2010 bis 2011
- Timo Marjamaa (* 1976), 2006
- Valeri Minkenen (* 1989), 2005 bis 2007
- Juhani Ojala (* 1989), 2008 bis 2009
- Joel Pohjanpalo (* 1994), 2010 bis 2011
- Alexander Ring (* 1991), 2009 bis 2010
- Saku-Pekka Sahlgren (* 1992), seit 2011
- Joona Toivio (* 1988), 2004 bis 2006